# Batalla del Gual Xiaoyao
La batalla del Gual Xiaoyao, també coneguda com a batalla del Gual d'Esbargiment o Batalla de Hefei o Campanya Hefei, va ser lluitada entre els senyors de la guerra Cao Cao i Sun Quan entre 215 i el 217 durant el preludi del període dels Tres Regnes de la història xinesa pel control de Hefei. Durant el final de la campanya, el general de Cao Cao protegint la fortalesa, Zhang Liao, va fer servir una força de concentració i llançà una contraofensiva d'amagatons sobre Sun Quan al Gual d'Esbarjo, on Sun només tenia 1.000 soldats amb ell aleshores. Enmig del caos, Sun Quan hagués estat capturat si no hagués estat pel seu general Ling Tong, i aquesta persecució llegendària del general Zhang Liao efectivament situat en el cimadal de tots els generals de Cao Cao.